# Sitnošišmiši
Mali šišmiši (Vespertilioniformes; sinonim: Microchiroptera) su podred reda šišmiša koji je naziv dobio po malom rastu ovih šišmiša. Naseljavaju tropska i suptropska područja
Razlike između sitnošišmiša i velešišmiša su:
- Sitnošišmiši koriste se eholokacijom, dok velešišmiši ne. Obično se oslanjaju na dobar vid (iznimka je egipatski plodojedi šišmiš,[1] Rousettus egyptiacus).
- Sitnošišmiši nemaju kandže na prednjim udovima.
- Uši sitnošišmiša ne formiraju prsten: rubovi su odvojeni jedni od rugih na osnovi uha.
- Sitnošišmiši nemaju donje krzno. Imaju samo zaštitnu dlaku, ili golu kožu.

## Opis
Dugi su 4-16 centimetara. Imaju kratak nos, male oči i duge uši. Najmanji od sitnošišmiša je šišmiš bumbar (Craseonycteris thonglongyai), koji je dug svega 3 centimetra i težak 2 grama, a najveći je australski lažni šišmiš vampir (Macroderma gigas), dug oko 14 centimetara i težak oko 200 grama. Imaju gusto, često svilenkasto krzno sive do smeđe boje

## Ishrana
Imaju oštre grbice na kutnjacima. Većina sitnošišmiša hrani se kukcima. Neke od većih vrsta love guštere, ptice, žabe ili čak ribe. Manji broj njih hrani se plodovima, a neki sisaju krv toplokrvnim životinjama i žive na jugu SAD-a.

## Eholokacija
Ovi šišmiši su jedan od najpoznatijih primjera eholokacije među životinjama. Svi sitnošišmiši koriste se eholokacijom. Jedini velešišmiši koji se koriste eholokacijom su oni iz roda Rousettus, koji koriste različite metode eholokacije koje koriste i sitnošišmiši. Eholokacijski sustav šišmiša često se naziva biosonar.
Sitnošišmiši generiraju ultrazvuk preko grkljana i emitiraju zvuk preko nosa ili otvorenih usta. Ovi zvukovi imaju frekvenciju od 14.000 do više od 100.000 Hz, što je izvan raspona ljudskog uha (tipičan ljudski slušni raspon kreće se od 20 Hz do 20.000 Hz). Emitirane vokalizacije formiraju širok snop zvukova koji služe za istraživanje okoliša.
Neki moljci su razvili zaštitu protiv šišmiša. Oni su u stanju čuti ultrazvuk šišmiša, pa bježe čim čuju njihove zvukove, ili prestaju udarati svojim krilima za vrijeme dok je šišmiš u blizini. Protivno tome, šišmiši mogu prestati proizvoditi ultrazvuk u blizini plijena i tako izbjeći otkrivanje.

## Klasifikacija
Ovo je klasifikacija prema Simmonsu i Geisleru iz 1998. godine:
Superporodica Emballonuroidea
- Porodica Emballonuridae (slobodnorepci)

Superporodica Rhinopomatoidea
- Porodica Rhinopomatidae (mišorepi šišmiši)
- Porodica Craseonycteridae (šišmiš bumbar)

Superporodica Rhinolophoidea
- Porodica Rhinolophidae (topiri)
- Porodica Nycteridae (šupljolici šišmiši)
- Porodica Megadermatidae (lažni vampiri)

Superporodica Vespertilionoidea
- Porodica Vespertilionidae (glatkonosci)

Superporodica Molossoidea
- Porodica Molossidae (zecousnjaci ili golorepaši)
- Porodica Antrozoidae (blijedi šišmiši)

Superporodica Nataloidea
- Porodica Natalidae
- Porodica Myzopodidae
- Porodica Thyropteridae
- Porodica Furipteridae

Superporodica Noctilionoidea
- Porodica Noctilionidae (riblji šišmiši)
- Porodica Mystacinidae (kratkorepi šišmiši)
- Porodica Mormoopidae
- Porodica Phyllostomidae (krponosci ili listoliki vampiri)